# Łańcuch (struktura socjometryczna)
Łańcuch – jest to jedna ze struktur socjometrycznych w socjologii, która występuje podczas badania w okolicznościach, gdy osoba A wybierze w badaniu osobę B, a ona nie odwzajemni dokonanego wyboru. Wybór ten ma charakter jednostronny.